# 真弓倫子
真弓 倫子（まゆみ ともこ、1971年6月27日 - ）は、日本の元女優、歌手、タレント。鹿児島県出身。エムティ企画に所属していた。

## 略歴
堀越高等学校卒業。
原宿で街頭スカウトされて、芸能界入り。
デビュー当時は、大手芸能事務所・ビッグアップルに所属し、TBS系の連続ドラマ『毎度おさわがせします3』で女優デビュー。テレビCM「ビオグール」出演で注目を浴び、そのCM曲でアイドル歌手として（RVC）より「片思いグラフティー」で歌手デビュー。また、日本テレビ系『歌のトップテン』の注目曲として出演し、鳴り物入りのデビューであった。高い歌唱力には当時定評があった。
サードシングル「アイ・ハード・ア・ルーマー」からは、バーニングプロダクション同系列事務所の荻野目洋子、長山洋子のカバー曲ブレイク方式をねらったが、失敗に終わり、ビッグアップルとの契約もまもなく切られた。その後、事務所を移籍し、コンスタントに曲をリリースするが、ヒット曲には恵まれなかった。
1990年、芸能活動を休止。この時期、週刊誌で「徳永英明のマンションに住んでいる」「保坂尚輝と同棲している」などのスクープが掲載されたが誤報だった。
1993年、ヘアヌード写真集「RE-BIRTH」（スコラ）で芸能界に復帰。その際、芸名の読みを「まゆみ りんこ」に変更。濡れ場を中心にVシネマ、映画、ドラマなどで活動した。
その後芸能界を事実上引退し、現在は資格を活かして女性専用のサロンでエステティシャンとしての活動に専念している。
2011年4月11日、全シングル+アルバムの音源を収録したベスト盤（2枚組）『オールソングスコレクション』をソニー・ミュージックエンタテインメントから発売した。

## 主な出演

### テレビドラマ
- 毎度おさわがせします3（TBS、1987年）- 小川千草
- 月曜ドラマランド「バケルくん」（フジテレビ、1987年）
- 月曜ドラマランド「原宿初恋探偵社」（フジテレビ、1987年）
- あぶない少年（テレビ東京、1987年）
- ときめきざかり（フジテレビ、1988年）
- あそびにおいでョ!（フジテレビ、1988年）- 伊勢めぐみ
- あぶない少年2（テレビ東京、1988年）
- ドラマ23「田舎の王様 TOKYOへ行く」（TBS、1989年）
- 仮想空間「捜査線上のマリア」（NHK-BS2、1996年）
- 土曜ワイド劇場「私を信じて! 嵐の夜少女は本当に連続殺人を犯したのか?」（テレビ朝日、1997年）
- 水の中の八月（NHK、1998年）- 平山恵利子

### 映画
- 夢魔（1994年4月28日、にっかつ）- 主演・牧野直美
- DooR3（1996年4月13日、彩プロ）- 井岡礼子
- 女教師4（1996年12月6日、にっかつ）
- 卍（1998年3月6日、ギャガ・コミュニケーションズ） - 主演・光子

### Vシネマ
- 新・百合族 先生、キスしたことありますか?（1994年1月14日、にっかつ） - 島田綾子（新任教師）
- 新・百合族2（1994年4月28日、にっかつ） - 島田綾子（古文教師）
- The Legend of Dancing Princess 舞姫伝説（1994年2月25日、マイカルハミングバード） - 花織
- 悪党図鑑（1994年7月22日、シネマパラダイス） - 順子
- 悪党図鑑2（1995年11月25日、シネマパラダイス） - 順子
- 毒婦 プワゾン・ボディ（1995年3月24日、KSS）
- 赤詐欺師「ハメたが勝ち!」お嬢様調教法（1995年11月25日、バンダイビジュアル）
- F・ヘルス嬢の日記（1996年4月12日、東映） - 主演・ルイーズ
- 監禁逃亡 淫肉狩り（1996年8月23日） - 主演・梢
- PINK GAL ぴんくギャル（1996年10月21日、松竹）
- 監禁逃亡 淫らな呪い（1997年2月28日） - 加織の姉（ユキ田中）
- 尻を撫でまわしつづけた男 痴漢日記5（1997年4月11日） - 主演・香住
- サラ忍マン（1997年7月2日、KSS） - 理沙子
- ムーン・アフェア 不思議な月夜の珍事ファイル（1997年7月21日、松竹）
- 突撃ラクガキ愚連隊（1997年9月12日、東映） - アンナ（ホテトル嬢）
- 月夜の珍事ファイル（1997年、松竹）
- 女子高生物語 淫らな果実（1997年10月10日、東映） - 久美
- 鉄砲玉、散る ゲスは殺ったれ!（1997年10月24日、ツインズ） - 菊江（組長の女）
- 白竜〔Bai-Long〕（1998年2月3日、KSS） - 相愛若葉学園 ミカミ先生
- 怨念 呪われた証券マン（1999年3月26日、KSS）

### CM
- 栄養ドリンク「ビオグール」（1987年）

## ディスコグラフィ

### シングル
| #           | 発売日          | A/B面 | タイトル                    | 作詞       | 作曲                                                    | 編曲           | オリコン 最高位 | 規格品番 |
| RCA         | RCA             | RCA   | RCA                         | RCA        | RCA                                                     | RCA            | RCA             | RCA      |
| ----------- | --------------- | ----- | --------------------------- | ---------- | ------------------------------------------------------- | -------------- | --------------- | -------- |
| 1           | 1987年 6月6日   | A面   | 片想いグラフィティー        | 三浦徳子   | 都志見隆                                                | 船山基紀       | 19位            | RHS-287  |
| 1           | 1987年 6月6日   | B面   | センチメンタル・夏少女      | 松本一起   | 馬飼野康二                                              | 大谷和夫       | 19位            | RHS-287  |
| 2           | 1987年 9月16日  | A面   | 9月のプロムナード           | 三浦徳子   | 都志見隆                                                | 中村哲         | 50位            | RHS-301  |
| 2           | 1987年 9月16日  | B面   | 瞳のフラッシュ              | 竜真知子   | 都志見隆                                                | 中村哲         | 50位            | RHS-301  |
| BMGビクター |                 |       |                             |            |                                                         |                |                 |          |
| 3           | 1987年 12月16日 | A面   | アイ・ハード・ア・ルーマー  | 兼松正人   | M.Aitken M.Stock P.Waterman S.Dallin S.Fahey K.Woodward | Michael Korgen | 89位            | B07S-5   |
| 3           | 1987年 12月16日 | B面   | 黄昏のシャララ              | 三浦徳子   | 都志見隆                                                | 中村哲         | 89位            | B07S-5   |
| 4           | 1988年 8月21日  | A面   | Confusion－静けさを破って－ | 三浦徳子   | 石田正人                                                | 戸塚修         | 121位           | B07S-22  |
| 4           | 1988年 8月21日  | B面   | Septemberから…              | 山田ひろし | 石田正人                                                | 戸塚修         | 121位           | B07S-22  |
| 5           | 1989年 2月21日  | A面   | こしゃくなMy Halation       | 山田ひろし | 小森田実                                                | 中村哲         | 157位           | B07S-35  |
| 5           | 1989年 2月21日  | B面   | ビスケットBI・JI・N         | 山田ひろし | 松宮恭子                                                | 戸塚修         | 157位           | B07S-35  |

### アルバム

#### オリジナル・アルバム
1. Sincerely Yours（1989年3月21日、BMGビクター／R32H-1074）

#### ベスト・アルバム
1. 真弓倫子 オールソングスコレクション（2011年4月11日、ソニー・ミュージック／DYCL-326）

### タイアップ曲
| 年     | 楽曲                       | タイアップ                                       |
| ------ | -------------------------- | ------------------------------------------------ |
| 1987年 | 片想いグラフィティー       | スポーツドリンク「ビオグール」CMソング           |
| 1988年 | アイ・ハード・ア・ルーマー | フジテレビ系テレビドラマ「ときめきざかり」挿入歌 |
| 1989年 | ビスケットBI・JI・N        | イトウ製菓・イメージソング                       |

## 作品

### 写真集
- RINCO Will Be...（1987年、近代映画社）
- ORGANDIE（1989年、近代映画社）
- RE-BIRTH（1993年、スコラ）
- 1994 INDIA（1994年、KK ベストセラーズ）
- Ichi-Rin（1996年、英知出版）

### 映像作品
VHS
- STRAIGHT FIRE（1990年9月、OLIVE VIDEO）後に復刻DVD発売
- VIDEO IDOL スコラ 真弓倫子SPECIAL（スコラ）後に復刻DVD発売

DVD
- アイドル黄金伝説 真弓倫子（2002年3月22日）